# Brasidas
Brasidas (en grec ancien Βρασίδας / Brasídas), mort en 422 av. J.-C., est un général spartiate ayant combattu lors de la guerre du Péloponnèse. Stratège et tacticien hors pair, sa vie est principalement connue grâce à Thucydide. Platon représente Brasidas, qu’il confond avec un modèle de nouvel Achille,.

## Biographie

### Premières actions
Brasidas est le fils de Tellis, qui participa sans doute aux signatures de traités de paix et d’alliance entre Sparte et Athènes au cours de la dixième année du conflit.
Brasidas intervient très tôt dans le conflit, en 431, en sauvant la ville de Méthônè, fortifiée mais disposant d’une faible garnison, alors qu'elle est menacée par une flotte athénienne : il traverse avec une centaine d'hoplites l’armée athénienne qui était dispersée et rentre dans la ville avec des pertes légères. Cette action d’éclat, sa première, lui permet d’être le premier à recevoir des félicitations de Sparte. En récompense, il est désigné éphore éponyme l’année suivante.
À la suite de la défaite navale de Patras contre Phormion, il est envoyé avec Timocrate et Lycophron comme conseiller naval. La flotte lacédémonienne est battue à Naupacte, mais réussit un raid sur le promontoire de Salamine qui menace le Pirée. Il participa ensuite comme conseiller du navarque Alcidas à une intervention infructueuse de la flotte lacédémonienne sur Corcyre (Corfou) qui est alors déchirée par la guerre civile.
Après la création de la base avancée de Pylos par l’Athénien Cléon, Brasidas, commandant d’une trière, participe à une tentative infructueuse de débarquement au cours de laquelle il est blessé et perd son bouclier que les Athéniens mettent dans le trophée.

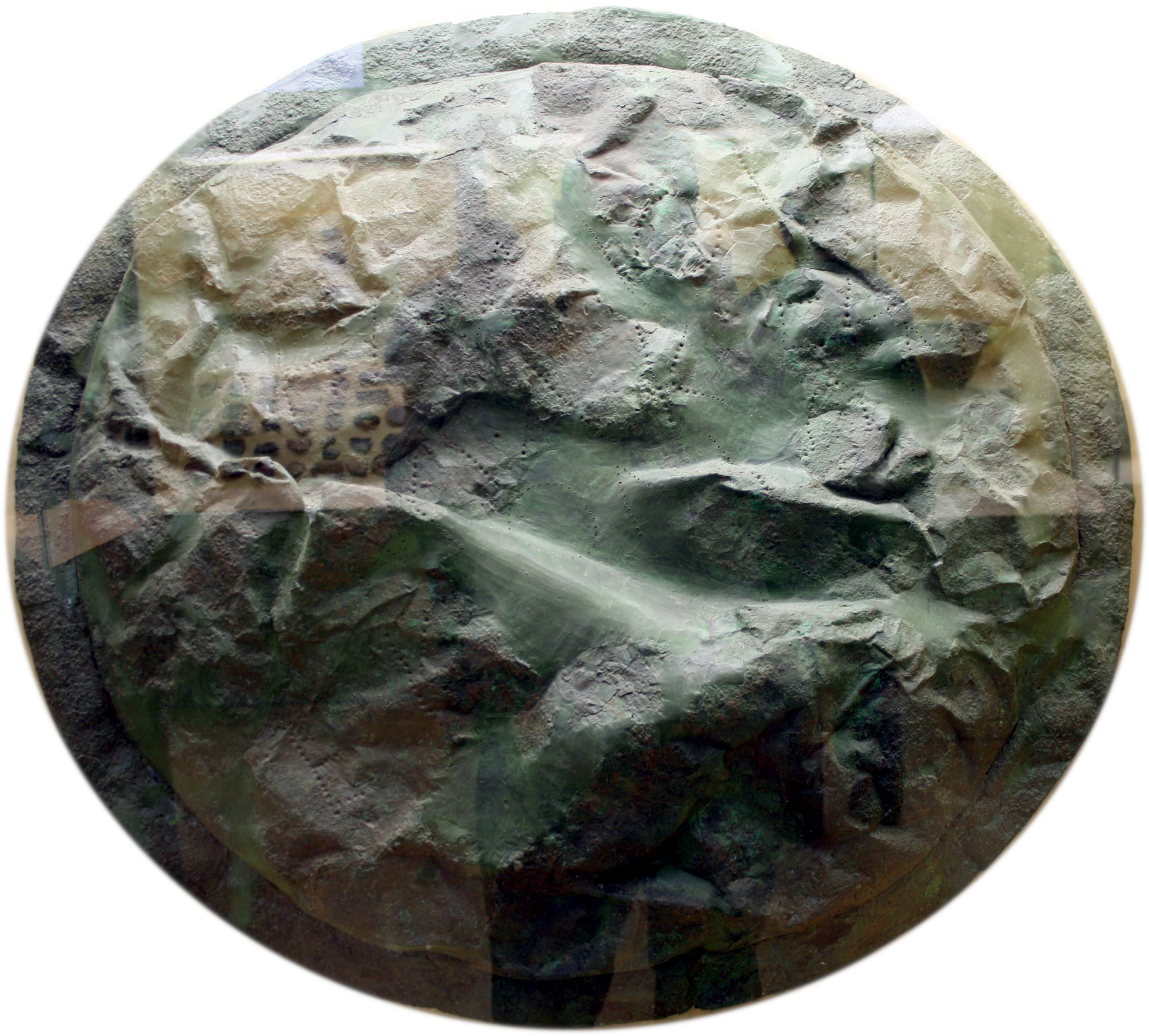
Bouclier en bronze dit « de Brasidas » il l'aurait perdu dans la mer à la suite de sa blessure lors de la bataille de Pylos (-425). Les Athéniens l’auraient retrouvé et dédicacé à leur éclatante victoire par une inscription sur le bouclier « des Lacédémoniens aux Athéniens, lors de la bataille de Pylos ». Les Spartiates étaient censés ne jamais se séparer de leur bouclier, donnant toute sa valeur symbolique à ce trophée pris à l’ennemi de légende.

Au début de l’été 424, basé près de Corinthe pour préparer une campagne en Thrace, il repousse une tentative athénienne sur la ville de Mégare. Si cette dernière reste sous contrôle de la ligue du Péloponnèse, l’un de ses deux ports, Nisée, tombe aux mains des Athéniens avant l’arrivée de Brasidas. 

### Campagne en Macédoine
Brasidas traverse promptement la Thessalie et rejoint Perdiccas II, le roi de Macédoine, qui a demandé l’assistance de Sparte du fait de la défection de nombreuses cités de la ligue de Délos ainsi que pour mettre au pas les Macédoniens de Lyncestide menés par le roi Arrhabaios. Cette campagne poursuit deux objectifs : envoyer au loin un certain nombre d'hilotes pour éviter une révolte et menacer les intérêts d’Athènes dans la région, notamment miniers (or et argent) et forestiers (pour répondre aux importants besoins de la flotte), et ainsi réduire la pression sur le Péloponnèse. Il obtient avant la fin de l’été le ralliement des cités d'Acanthos et de Stagire.

#### Une offensive victorieuse
À la fin de l’année 424, Brasidas, avec l’aide des troupes de la ville d'Argilos, lance une offensive contre le principal point d’appui athénien : sa colonie d'Amphipolis. Brasidas obtient rapidement la reddition de la cité en garantissant les droits des habitants. Par contre, si Thucydide, alors stratège et à la tête de sept navires, ne parvient pas à temps pour sauver la ville depuis Thasos, il sécurise la ville voisine d'Eion qui se révélera importante pour la suite des opérations dans la région. S’il échoue devant Eion, Brasidas obtient le ralliement des cités de Myrcinos  — après l’assassinat de son roi, Pittacos, par son fils et sa femme — puis Galepsos et Oisymé. Durant l’hiver, il s’empare du pays de l'Aktè (la péninsule se terminant par le Mont Athos) et des cités afférentes de Thyssos, Cléones, Acrothôion et Olophysos tandis que celles de Sanè et Dion lui résistent. Il porte alors son effort sur la cité de Toronè, dans la péninsule de Sithonie, qui est capturée à la faveur de la nuit avec l’assistance de quelques partisans et de sept peltastes qui éliminent les sentinelles et ouvrent deux portes. Brasidas doit ensuite s’emparer du poste fortifié voisin de Lécythos occupé par des troupes athéniennes qui s’y sont repliées au moment de la capture de la ville.
Il obtient quelque temps plus tard le ralliement de la cité de Scione, située à l’extrémité de la presqu’île de Pallène (aujourd’hui la péninsule de Cassandra) mais un armistice a été déclaré entre Sparte et Athènes deux jours plus tôt. Brasidas refuse de rétrocéder la ville et l’une de ses voisines, Mendè, fait également défection. En réaction, Athènes se prépare à intervenir contre les deux cités et décide de faire exécuter tous les habitants de Scione. Craignant la réaction athénienne, Brasidas fait transférer les femmes et les enfants des deux cités vers Olynthe et renforce les garnisons avec 800 hommes sous le commandement de Polydamidas.

#### Opération contre la Lyncestide
Du fait de ses obligations envers Perdiccas II, Brasidas l’accompagne contre les Lyncestes de Macédoine. À la suite de la trahison de troupes illyriennes qui rallient Arrhabaios, les troupes de Perdiccas paniquent et font retraite sans attendre le corps de Brasidas plus éloigné. Brasidas organise ses troupes de manière à résister aux assauts macédoniens et se met notamment à la tête de 300 combattants d’élite chargés de couvrir la retraite de l’ensemble ; il atteint la ville d'Arnisa, où le comportement de ses troupes amène la rupture de l’alliance avec Perdiccas.

#### Contre-offensive athénienne et décès de Brasidas
Pendant ce temps, au printemps de l’année 422, une troupe athénienne sous le commandement de Nicias s’empare, à la faveur d’une révolte du parti populaire, de la cité de Mendè et met le siège devant Scione. À la fin de l’hiver de l’année 422, Brasidas tente un assaut contre Potidée mais c'est un échec et il arrive trop tard pour sauver Toronè d’une offensive de Cléon arrivé d’Athènes. Ensuite, à partir d’Eion, Cléon s’attaque sans succès à Stagire avant de s’emparer de Galèpsos, puis de s’approcher d’Amphipolis, défendu par Brasidas. Alors que Cléon entame un repli vers Eion, Brasidas effectue une sortie audacieuse qui disperse l’armée athénienne qui perd 600 hommes dont Cléon mais Brasidas est mortellement blessé. Il est enterré au sein de la ville ; la population l’éleve au titre de fondateur, au détriment d’Hagnon et on lui offre des sacrifices.

## Dans la culture populaire
- Brasidas est présent dans le jeu vidéo Assassin's Creed Odyssey en tant que personnage non-jouable. Il y apparaît en tant que redoutable guerrier spartiate, maniant la lance avec une très grande dextérité. Plusieurs choix narratifs sont présents dans le jeu mais celui-ci meurt au plus tard en Macédoine près d'Amphipolis. La ville fortifiée d'Olynthe y est également reproduite.
- Brasidas est aussi le protagoniste du segment spartiate de la grande campagne du DLC Chronicles of Greece d'Age of Empires II: DE, qui s'étend du début de la révolte de l'Ionie jusqu'à la fin de la Guerre du Péloponnèse.